# Liga Femenina de baloncesto 2001-02
La temporada 2001-02 de la Liga Femenina fue la 39.ª temporada de la liga femenina de baloncesto. Se inició el 6 de octubre de 2001 y acabó el 14 de mayo de 2002. Los playoffs sirvieron a Ros Casares Valencia quien ganó al Universitat de Barcelona - FC Barcelona en los playoffs 3–0.

## Liga regular
| Pos. | Equipo                                  | PJ | G  | P  | PF   | PC   | DP   | Pts | Clasificación o descenso  |
| ---- | --------------------------------------- | -- | -- | -- | ---- | ---- | ---- | --- | ------------------------- |
| 1    | Universitat de Barcelona - FC Barcelona | 26 | 22 | 4  | 2207 | 1799 | +408 | 48  | Clasifican a los Playoffs |
| 2    | Ros Casares Valencia                    | 26 | 22 | 4  | 1994 | 1555 | +439 | 48  | Clasifican a los Playoffs |
| 3    | Celta Banco Simeón                      | 26 | 19 | 7  | 1822 | 1643 | +179 | 45  | Clasifican a los Playoffs |
| 4    | Filtros Mann Zaragoza                   | 26 | 19 | 7  | 1943 | 1838 | +105 | 45  | Clasifican a los Playoffs |
| 5    | Caja Rural de Canarias                  | 26 | 18 | 8  | 1978 | 1738 | +240 | 44  | Clasifican a los Playoffs |
| 6    | Yaya María Breogán                      | 26 | 16 | 10 | 1957 | 1828 | +129 | 42  | Clasifican a los Playoffs |
| 7    | Halcón Viajes                           | 26 | 14 | 12 | 2022 | 1929 | +93  | 40  | Clasifican a los Playoffs |
| 8    | Cadí La Seu                             | 26 | 11 | 15 | 1979 | 1997 | −18  | 37  | Clasifican a los Playoffs |
| 9    | Andalucía Aifos                         | 26 | 11 | 15 | 1871 | 2022 | −151 | 37  |                           |
| 10   | C. B. Ciudad de Burgos                  | 26 | 10 | 16 | 1800 | 1896 | −96  | 36  |                           |
| 11   | Extrugasa Cocinas Carballo              | 26 | 7  | 19 | 1742 | 1904 | −162 | 33  |                           |
| 12   | CBN                                     | 26 | 7  | 19 | 1744 | 1884 | −140 | 33  |                           |
| 13   | PC Mendibil                             | 26 | 5  | 21 | 1675 | 1954 | −279 | 31  | Descenso a LF2            |
| 14   | Universidad de Oviedo                   | 26 | 1  | 25 | 1387 | 2134 | −747 | 27  | Descenso a LF2            |

 Fuente: FEB

### Playoffs
|  | Cuartos de final         | Cuartos de final         | Cuartos de final         | Cuartos de final        | Cuartos de final        | Cuartos de final |                        |                        | Semifinales            | Semifinales       | Semifinales | Semifinales | Semifinales | Semifinales |  |  | Final | Final | Final | Final | Final | Final |
|  |                          |                          |                          |                         |                         |                  |                        |                        |                        |                   |             |             |             |             |  |  |       |       |       |       |       |       |
|  |                          |                          |                          |                         |                         |                  |                        |                        |                        |                   |             |             |             |             |  |  |       |       |       |       |       |       |
|  |                          |                          |                          |                         |                         |                  |                        |                        |                        |                   |             |             |             |             |  |  |       |       |       |       |       |       |
|  | 1 UB-FC Barcelona        | 1 UB-FC Barcelona        | 1 UB-FC Barcelona        | 1 UB-FC Barcelona       | 94                      | 74               |                        |                        |                        |                   |             |             |             |             |  |  |       |       |       |       |       |       |
|  | 1 UB-FC Barcelona        | 1 UB-FC Barcelona        | 1 UB-FC Barcelona        | 1 UB-FC Barcelona       | 94                      | 74               |                        |                        |                        |                   |             |             |             |             |  |  |       |       |       |       |       |       |
|  | 8 Cadí La Seu            | 8 Cadí La Seu            | 8 Cadí La Seu            | 8 Cadí La Seu           | 51                      | 64               |                        |                        |                        |                   |             |             |             |             |  |  |       |       |       |       |       |       |
|  | 8 Cadí La Seu            | 8 Cadí La Seu            | 8 Cadí La Seu            | 8 Cadí La Seu           | 51                      | 64               | 1 UB-FC Barcelona      | 1 UB-FC Barcelona      | 1 UB-FC Barcelona      | 1 UB-FC Barcelona | 70          | 75          |             |             |  |  |       |       |       |       |       |       |
|  |                          |                          |                          |                         |                         |                  | 1 UB-FC Barcelona      | 1 UB-FC Barcelona      | 1 UB-FC Barcelona      | 1 UB-FC Barcelona | 70          | 75          |             |             |  |  |       |       |       |       |       |       |
|  |                          | 4 Filtros Mann Zaragoza  | 4 Filtros Mann Zaragoza  | 4 Filtros Mann Zaragoza | 4 Filtros Mann Zaragoza | 58               | 72                     |                        |                        |                   |             |             |             |             |  |  |       |       |       |       |       |       |
|  | 4 Filtros Mann Zaragoza  | 4 Filtros Mann Zaragoza  | 4 Filtros Mann Zaragoza  | 4 Filtros Mann Zaragoza | 4 Filtros Mann Zaragoza | 58               | 72                     | 79                     | 57                     | 77                |             |             |             |             |  |  |       |       |       |       |       |       |
|  | 4 Filtros Mann Zaragoza  | 4 Filtros Mann Zaragoza  | 4 Filtros Mann Zaragoza  |                         |                         |                  |                        |                        |                        | 77                |             |             |             |             |  |  |       |       |       |       |       |       |
|  | 5 Caja Rural de Canarias | 5 Caja Rural de Canarias | 5 Caja Rural de Canarias | 65                      | 83                      | 61               |                        |                        |                        |                   |             |             |             |             |  |  |       |       |       |       |       |       |
|  | 5 Caja Rural de Canarias | 5 Caja Rural de Canarias | 5 Caja Rural de Canarias | 65                      | 83                      | 61               | 1 UB-FC Barcelona      | 1 UB-FC Barcelona      | 1 UB-FC Barcelona      | 73                | 61          | 64          |             |             |  |  |       |       |       |       |       |       |
|  |                          |                          |                          |                         |                         |                  | 1 UB-FC Barcelona      | 1 UB-FC Barcelona      | 1 UB-FC Barcelona      | 73                | 61          | 64          |             |             |  |  |       |       |       |       |       |       |
|  |                          | 2 Ros Casares Valencia   | 2 Ros Casares Valencia   | 2 Ros Casares Valencia  | 78                      | 85               | 66                     |                        |                        |                   |             |             |             |             |  |  |       |       |       |       |       |       |
|  | 2 Ros Casares Valencia   | 2 Ros Casares Valencia   | 2 Ros Casares Valencia   | 2 Ros Casares Valencia  | 78                      | 85               | 66                     | 87                     | 69                     |                   |             |             |             |             |  |  |       |       |       |       |       |       |
|  | 2 Ros Casares Valencia   | 2 Ros Casares Valencia   | 2 Ros Casares Valencia   | 2 Ros Casares Valencia  |                         |                  |                        |                        |                        |                   |             |             |             |             |  |  |       |       |       |       |       |       |
|  | 7 Halcón Viajes          | 7 Halcón Viajes          | 7 Halcón Viajes          | 7 Halcón Viajes         | 63                      | 66               |                        |                        |                        |                   |             |             |             |             |  |  |       |       |       |       |       |       |
|  | 7 Halcón Viajes          | 7 Halcón Viajes          | 7 Halcón Viajes          | 7 Halcón Viajes         | 63                      | 66               | 2 Ros Casares Valencia | 2 Ros Casares Valencia | 2 Ros Casares Valencia | 76                | 67          | 81          |             |             |  |  |       |       |       |       |       |       |
|  |                          |                          |                          |                         |                         |                  | 2 Ros Casares Valencia | 2 Ros Casares Valencia | 2 Ros Casares Valencia | 76                | 67          | 81          |             |             |  |  |       |       |       |       |       |       |
|  |                          | 3 Celta Banco Simeón     | 3 Celta Banco Simeón     | 3 Celta Banco Simeón    | 52                      | 69               | 49                     |                        |                        |                   |             |             |             |             |  |  |       |       |       |       |       |       |
|  | 3 Celta Banco Simeón     | 3 Celta Banco Simeón     | 3 Celta Banco Simeón     | 3 Celta Banco Simeón    | 52                      | 69               | 49                     | 77                     | 72                     |                   |             |             |             |             |  |  |       |       |       |       |       |       |
|  | 3 Celta Banco Simeón     | 3 Celta Banco Simeón     | 3 Celta Banco Simeón     | 3 Celta Banco Simeón    |                         |                  |                        |                        |                        |                   |             |             |             |             |  |  |       |       |       |       |       |       |
|  | 6 Yaya María Breogán     | 6 Yaya María Breogán     | 6 Yaya María Breogán     | 6 Yaya María Breogán    | 70                      | 64               |                        |                        |                        |                   |             |             |             |             |  |  |       |       |       |       |       |       |
|  | 6 Yaya María Breogán     | 6 Yaya María Breogán     | 6 Yaya María Breogán     | 6 Yaya María Breogán    | 70                      | 64               |                        |                        |                        |                   |             |             |             |             |  |  |       |       |       |       |       |       |

## Postemporada
- Campeonas de la Liga Femenina 2001-02: Ros Casares Valencia (2º título).
- Campeonas de la Copa de la Reina 2002: Ros Casares Valencia (1er título).
- Clasificadas para Euroliga 2002-03: Ros Casares Valencia.
- Clasificadas para Eurocup 2002-03: Caja Rural de Canarias.
- Descendidas a Liga Femenina 2 2002-03:  P.C. Mendíbil y Universidad de Oviedo.
- Ascendidas de Liga Femenina 2 2001-02:  Adecco Estudiantes y Puig d'en Valls Santa Eulalia.